# Schizachyrium niveum
Schizachyrium niveum är en gräsart som först beskrevs av Jason Richard Swallen, och fick sitt nu gällande namn av Gould. Schizachyrium niveum ingår i släktet Schizachyrium och familjen gräs. Inga underarter finns listade i Catalogue of Life.